# Genelo II Genúnio
Genelo II Genúnio (em latim: Genelus; em armênio: Գնել; romaniz.: Gnel) foi um nobre armênio (nacarar) do final do século V e começo do VI

## Nome
Genelo (Genelus) é a forma latina do armênio Guenel (Գնել, Gnel), que derivou do verbo gneay (գնեայ), "comprar".

## Vida
Genelo foi naapetes (chefe) da família Genúnio no final do século V e começo do VI. Compareceu ao Primeiro Concílio de Dúbio conveniado pelo católico Apovipcenes de Otmus em 505/6, conforme registrado nas atas preservadas no Livro das Cartas (Girk T'lt'ots).